# Setge de Messina (1282)
El Setge de Messina de 1282 fou una de les batalles de la Guerra de Sicília

## Antecedents
Climent IV, preocupat pels avanços gibel·lins, invocà l'auxili de Carles I d'Anjou, el germà petit del seu aliat Lluís IX de França, a qui concedí el regne de Sicília a canvi d'expulsar Manfred de Sicília dels feus papals del sud d'Itàlia. Les tropes de Carles d'Anjou entraren a l'illa i Manfred morí a la batalla de Benevent, mentre Carles era coronat rei de Sicília a Roma el 1266. Sota Carles d'Anjou, i el seu successor Carles II el nord es privilegià front el sud i fins i tot la capital es va traslladar de Palerm a Nàpols.
El 1282 l'influent noble sicilià Joan de Procida, que havia estat metge del rei Manfred, organitzà la revolta general contra els angevins que esclatà el 30 de març del 1282 coneguda com a vespres sicilianes. Els francesos de l'illa foren assassinats i els rebels van proclamar el govern de l'Església, però amb la negativa de Martí IV, Carles I d'Anjou va desembarcar a l'illa i assetjar Messina per intentar avançar al centre de l'illa més tard. La delegació dels rebels anà a trobar el rei Pere el Gran al nord d'Àfrica, on estava dirigint l'expedició a Tunis que va significar la conquesta de Gerba, i li oferiren la corona del Regne de Sicília, atès que estava casat amb Constança de Sicília, filla de Manfred.

## El setge
Pere el Gran va anar cap a l'illa i desembarcà a Trapani el 29 d'agost, quan la ciutat estava a punt de rendir-se i entrà a Palerm l'endemà, aixecant el setge de Messina.

## Conseqüències
Carles I de Valois va tornar a Nàpols el 26 de setembre de 1282, i poc després l'estol angeví fou derrotat al combat de Nicòtena. L'enfrontament de Pere el Gran amb el Papa, que el va excomunicar, va provocar la croada contra la Corona d'Aragó, i la coronació de Carles de Valois com a rei de la Corona d'Aragó.